# 蘇金奎
蘇金奎（1915年2月2日—2008年11月14日）是高棉共和國的政治人物。

## 生平
蘇金奎於1915年2月2日出生。於1940年入伍柬埔寨王家陸軍。他在1953年獲得中校軍銜，後來成為了中將。1972年至1975年，他成為了高棉共和國的參議院議長。於1975年，他成為了高棉共和國的代理總統，後在高棉首都金邊透過美軍的鷹遷行動逃出。2008年11月14日，蘇金奎在美國加州士德頓逝世，終年93歲。